# ジョージ・パジェット・トムソン
ジョージ・パジェット・トムソン（George Paget Thomson、1892年5月3日 – 1975年9月10日）は、イギリスのケンブリッジ生まれの物理学者である。1937年電子の波動性の証明によってノーベル物理学賞を受賞した。父親もノーベル賞受賞者のジョゼフ・ジョン・トムソンである。

## 来歴
ケンブリッジ大学のトリニティ・カレッジで数学と物理学を学んだが、第1次世界大戦の勃発により軍務やファンボロー基地での空気力学の研究などの職務についた。戦争が終わると父親の後をついで、物理学者の道に進んだ。ケンブリッジ大学やアバディーン大学で研究した。
1930年にインペリアル・カレッジ・ロンドンの教授となる。1930年代の終わりから第二次世界大戦中は原子核物理の分野の研究をした。その後、空気力学や、社会における科学の役割についての著述を行った。1930年王立協会フェロー選出。

## 業績
ルイ・ド・ブロイの物質波の理論をうけて、1927年に金属多結晶による 電子線の回折・干渉現象を示すことによって、電子の波動性を証明した。その功績によりクリントン・デイヴィソンとともにノーベル物理学賞を受賞した。父親が粒子としての電子を発見し、息子が電子が波の性質を持っていることを示したことになった。

## 受賞歴
- 1926年 ハワード・N・ポッツ・メダル
- 1939年 ヒューズ・メダル
- 1948年 ベーカリアン・メダル
- 1949年 ロイヤル・メダル
- 1960年 ファラデー・メダル